# 马来西亚罪案问题
马来西亚境内发生的罪案（英語：Crime in Malaysia）包括贩毒、性交易、洗钱、人口贩卖、贪污等。贪污在马来西亚一直以来是个重大罪案问题。

## 贪污
贪污一直以来是马来西亚重大的罪案问题。自2015年一个马来西亚发展有限公司丑闻（1MDB）爆发后，马来西亚的贪腐印象指数一直下跌，涉案的时任首相纳吉·阿都拉萨也一直否认所有指控。在国际透明组织公布2017年贪腐印象指数中，马来西亚相比2016年排名剧跌7个位置，排名第62名，贪污印象指数得分47，为过去6年以来新低。之后在2018年到2019年由马哈迪·莫哈末领导的希盟政府执政期间，马来西亚廉洁度曾连续两年排名跃升，但自2020年国民联盟政府上台执政后，排名便不断下滑。2023年1月21日，国际透明组织大马分会公布《2022年贪污印象指数》报告，马来西亚在满分为100分的得分中获得47分，而且是连续3年都在下滑。

### 纳吉·阿都拉萨

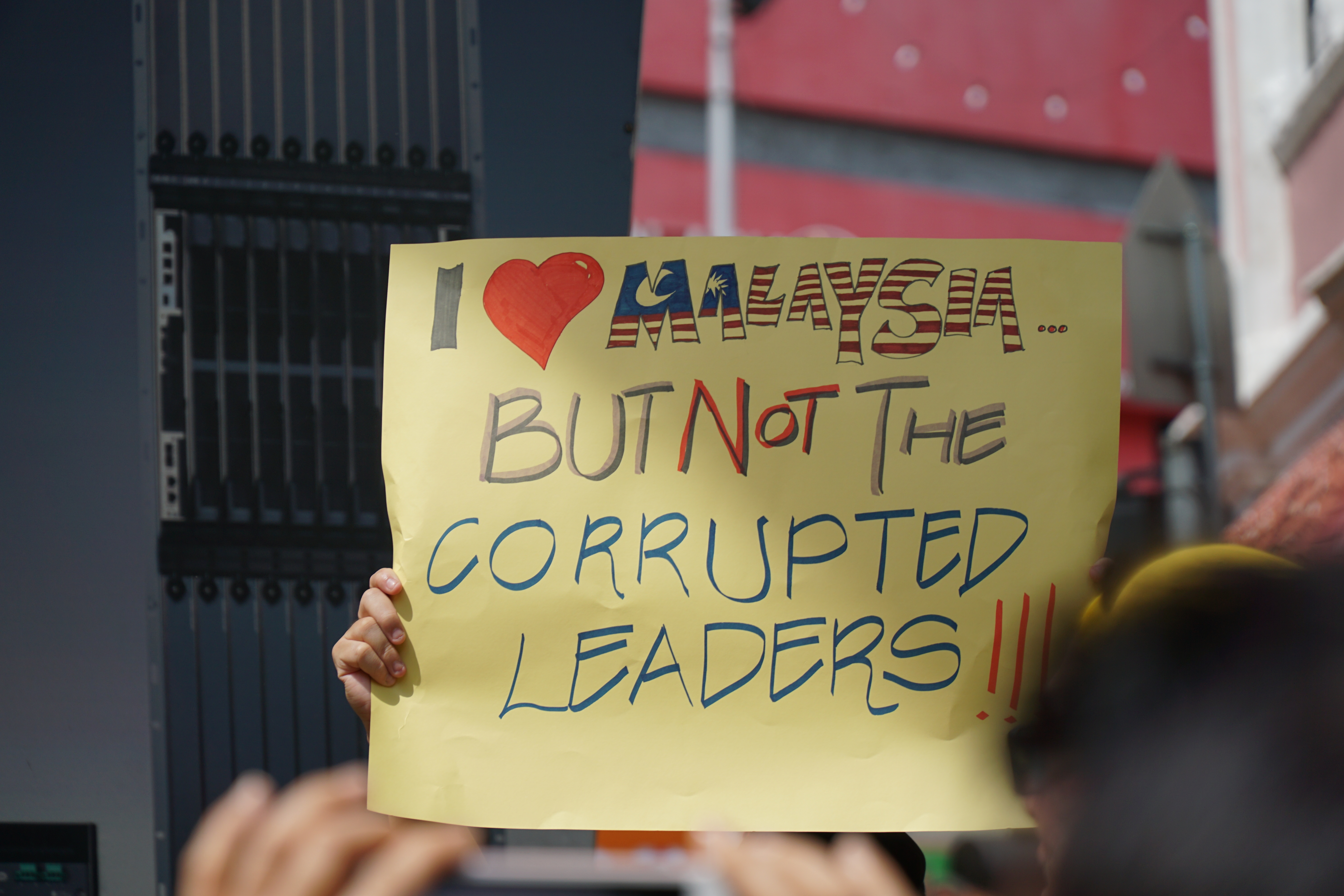
2016年净选盟5.0集会中，示威者举出标语写着“我爱马来西亚，但不爱贪腐的领导人”，暗指时任首相纳吉

纳吉在任期间以受到贪污指控而闻名。最出名的案例为一个马来西亚发展有限公司（1MDB）将总额26亿令吉（约7亿美元）的款额，汇入纳吉的个人户头。即使争议连连，被纳吉委任的总检察长莫哈末阿班迪阿里仍然在2016年1月宣布26亿的调查已结案，而纳吉本人没有涉及任何刑事犯罪或贪污行为。阿班迪进一步说，纳吉的确收到沙特阿拉伯王室家族的26亿令吉私人捐款，不过，他已把逾20亿捐款归还给捐献者。
阿班迪的解释没说服众人，反倒引起各方抨击。澳洲广播公司（ABC）后来揭露，纳吉私人户口的资金，除了用作竞选活动和资助政党等政治用途之外，还用来豪买珠宝首饰、购物、度假和豪华轿车等。网媒《当今大马》调查发现，据称收取26亿令吉的纳吉银行户口，在2012年4月至2013年8月期间，通过102笔交易，把至少4亿7000万令吉，转给国阵的成员党或政治机构。由于一马公司丑闻，美国《时代》杂志于2016年将马来西亚列为全球首5个遭贪污丑闻笼罩的国家。
纳吉在2018年5月大选失败下台后，警方在其住家和办公室查获大量的金银珠宝与现金。同年6月27日，警方公布了所扣押财物的市价至少11亿令吉，包括珠宝共1万2000件、567个名牌包包、423只手表、234副名牌太阳眼镜以及现金等。
2018年7月3日，纳吉遭马来西亚反贪污委员会逮捕，并于次日在吉隆坡地庭面控。纳吉共面临四项指控，其中三项为刑事法典第409条文下的失信罪，剩余一项则为滥用SRC国际有限公司（一马公司子公司）4200万令吉的贪污罪。纳吉否认所有控状，并在缴交100万令吉保释金、两名担保人作保及交出国际护照后获准保外候审。随着之后的持续提控，纳吉一共累计42项控状。
2020年7月28日，吉隆坡高等法庭宣判，纳吉涉及SRC洗钱案7项指控，包括3项刑事失信罪、1项滥权及3项洗黑钱控状罪名成立，各控状判监禁10年；滥权控状判监禁12年，兼罚款2亿1000万令吉；至于3项洗黑钱控状，各判监禁10年。7项罪名的刑罚总共是监禁72年和罚款2亿1000万令吉，但各项刑期同时执行，最终判处监禁12年和罚款2亿1000万令吉，若无法缴付罚款则加监5年。在2022年8月23日最终上诉被驳回后，他被送往加影监狱。

### 罗斯玛·曼梳
2021年2月18日，高庭宣判前首相纳吉·阿都拉萨夫人罗斯玛·曼梳在砂拉越乡区学校太阳能板工程弊案中表罪成立，需出庭自辩。一旦罪成，可被判监禁最多20年，或罚款贿金的5倍或1万令吉，视何者为高。2022年9月1日，罗斯玛在无法针对控方论据挑起合理质疑后被判三项罪名全部成立，判处入狱十年，以及罚款9亿7000万令吉。

### 阿末扎希
2022年1月24日，高庭宣判前副首相阿末扎希挪用健康思维基金资金案的全部47项罪名表罪成立，须出庭自辩。扎希于2018年10月18日被控贪污、滥权及洗钱共47条罪名，包括10项刑事失信罪、8项贪污罪，以及27项洗钱罪。他于2023年9月4日被总检察署撤销所有的控罪后，引起各界非议，被认为是时任首相安华·依布拉欣幕后操控以帮助其盟友。

## 性交易
马来西亚是性交易的来源国、目的地国和过境国。马来西亚的性交易受害者包括国内所有族裔和外国人。儿童、农村地区或者贫困人口、少数民族、移民和难民容易受到伤害。马来西亚公民，特别是妇女，已经将性交易到亚洲和其他洲的不同国家。有许多人被迫卖淫或者结婚以及做不公平的工作。受害者受到威胁同遭受身心虐待。他们在被人强奸期间感染到性病。有的被迫出现在网上色情电影入面。肇事者通常成为犯罪集团的一部分或者同他们共谋。他们越来越多利用互联网来欺骗受害者。

## 人口贩卖
马来西亚是人口贩卖妇女和儿童的目的地，在较小程度上是人口贩卖受害者的来源国和过境国，特别是强迫卖淫的条件以及强迫劳动的男人、妇女及儿童。受害者大多数来自印尼、尼泊尔、印度、泰国、中国、菲律宾、缅甸、柬埔寨、孟加拉、巴基斯坦和越南，他们希望移民到马来西亚寻求更大经济机会，其中一点是他们后来不得不在他们的雇主、职业中介或非官方劳务招聘人员手中劳动或借债，其中一些人会在他们的雇主、就业代理或者非正规劳动力招聘人员的手中遇到强迫劳动或者债务束缚。